# マーヤ・サビッチ (バレーボール)
マーヤ・サビッチ（Maja Savić、1993年8月14日 - ）はセルビアの女子バレーボール選手。ポジションはミドルブロッカー。セルビア代表。

## 来歴
- クラブチーム

ヴァリェヴォ出身。2008年、OK Vizuraへ入団しバレーボール選手としてのキャリアをスタートさせる。2010/11シーズンのセルビアリーグで準優勝、2013/14、2014/15シーズンのセルビアリーグでは2連覇を果たした。2013/14の国内リーグではベストミドルブロッカー、ベストスパイカー、ベストブロッカー、ベストサーバーの4部門で栄冠に輝いた。2015/16シーズンからはポーランドリーグのMKS Muszynianka Muszynaへ移籍し3年間在籍した。2018/19シーズンはOK Železničarと契約し、国内リーグとセルビアカップで優勝を果たした。自身もベストミドルブロッカー賞、ベストブロッカーを受賞した。2019/20シーズンはDinamo Bucureștiでプレーし、ルーマニアリーグで準優勝となった。2020/21シーズンは再びOK Železničarでプレーした。2021年、ドイツのSCポツダムに移籍し、2021/22シーズンのブンデスリーガで準優勝となった。
- 代表チーム

アンダーカテゴリーの代表として、2009年のU-18世界選手権で銀メダルを獲得した。2013年、シニアのセルビア代表に初選出された。2015年、ワールドグランプリに出場した。2019年、代表復帰し同年のネーションズリーグとワールドカップに出場した。

## 球歴
- ワールドカップ - 2019年
- ネーションズリーグ - 2019年
- ワールドグランプリ - 2015年

## 受賞歴
- 2011年　2010/11セルビアリーグ　ベストブロッカー賞
- 2012年　2011/12セルビアリーグ　ベストブロッカー賞
- 2013年　2012/13セルビアリーグ　ベストブロッカー賞
- 2014年　2013/14セルビアリーグ　ベストミドルブロッカー賞、ベストブロッカー賞、ベストスパイカー賞、ベストサーバー賞
- 2019年　2018/19セルビアリーグ　ベストミドルブロッカー賞、ベストブロッカー賞

## 所属クラブ
- OK Vizura（2008-2015年）
- MKS Muszynianka Muszyna（2015-2018年）
- OK Železničar（2018-2019年）
- ディナモ・ブカレスト（2019-2020年）
- OK Železničar（2020-2021年）
- SCポツダム（2021-2023年）
- PTT Spor（2023-）